# Kinoshita Yoritsugu
Kinoshita Yoritsugu (木下 頼継?; ... – 1600) fu un daimyō giapponese del periodo Sengoku, figlio di Ōtani Yoshitsugu, anche se alcune fonti riportano che potrebbe esserne stato il nipote.

## Biografia
Figlio di Ōtani Yoshitsugu, Yoritsugu servì Toyotomi Hideyoshi il quale gli assegnò un feudo da 25 000 koku nella provincia di Echizen. Gli fu concesso di prendere il cognome di famiglia di Hideyoshi poiché entrò nelle grazie di quest'ultimo. Usò anche il kanji 頼? Yori che gli fu concesso in onore del figlio di Hideyoshi, Toyotomi Hideyori.
Durante la campagna di Sekigahara del 1600 si unì all'esercito occidentale con suo padre e suo fratello Ōtani Yoshikatsu. Con oltre 700 soldati affidatigli dal padre, combatte contro l'esercito di Maeda Toshinaga nella regione del regione di Hokuriku. 
Arrivato a Sekigahara, nella battaglia principale si schierò con il fratello nell'ala destra dell'esercito occidentale. L'attacco a tradimento di Hideaki Kobayakawa dal monte Matsuo fu fermato inizialmente da Toda Shigemasa e Hiratsuka Tamehiro, che tuttavia vennero travolti quando altri daimyō si unirono a Hideaki. Messe in rotta anche le linee degli Ōtani, suo padre Yoshitsugu gli ordinò di lasciare il campo di battaglia prima di togliersi la vita. Yoritsugu fuggì e si nascose a Echizen, ma morì di malattia lo stesso anno. Alcune fonti riportano che sia morto a Sekigahara.